# Fredede fortidsminder i Mariagerfjord Kommune
Denne liste over fredede fortidsminder i Mariagerfjord Kommune viser alle fredede fortidsminder i Mariagerfjord Kommune. Listen bygger på data fra Kulturarvsstyrelsen.